# Mosasaurini
I Mosasaurini sono una tribù estinta di mosasauri mosasaurine vissuti durante il Cretaceo superiore, circa 82.7–66 milioni di anni fa (Campaniano-Maastrichtiano), i cui fossili sono stati ritrovati in Nord America, Sud America, Europa, Africa e Oceania, con occorrenze discutibili in Asia. Questo lignaggio contiene mosasauri altamente derivati, con generi come Plotosaurus, che mostra adattamenti unici a velocità di nuoto elevate, o Mosasaurus, che è tra i più grandi rettili marini conosciuti.

## Descrizione

Scheletro montato di Plotosaurus bennisoni

La tribù fu eretta da Russell nel 1967, affermando che i suoi membri sono accomunati nell'avere "dodici o meno vertebre pigali e che il radio e l'ulna sono ampiamente separati da un ponte carpale sul bordo distale del forame antibrachiale". Ma in uno studio del 1997, il paleontologo Gorden Bell recuperò Plotosaurus all'interno della tribù, il quale era precedentemente classificato all'interno di un'altra tribù chiamata Plotosaurini, come genere gemello di Mosasaurus. Ciò ha reso i Mosasaurini parafiletici, il che significa che ora contiene un lignaggio discendente (Plotosaurini) che non è classificato sotto di esso, e ha reso la sua definizione defunta. Le parafilie sono vietate nella cladistica e quindi gli scienziati devono riclassificare i gruppi per eliminare tali discrepanze, se possibile. Bell propose che i Mosasaurini dovessero essere abbandonati e che tutti i membri della tribù dovessero essere incorporati in Plotosaurini. Mentre altri scienziati concordano sul fatto che una tribù contenente Mosasaurus dovrebbe essere monofiletica, sostengono che i Mosasaurini dovrebbero essere la tribù valida. Ad esempio, in uno studio del 2012, Aaron LeBlanc, Caldwell e Bardet sostennero che, sebbene non sia necessariamente invalido, abbandonare Mosasaurini non seguirebbe il principio generale del trasferimento del genere tipo a tutti i ranghi in una gerarchia di classificazione, e che la diagnostica originale dei Plotosaurini è obsoleta.
I taxa Mosasaurini erano storicamente più inclusivi, includendo occasionalmente generi come Plesiotylosaurus, Liodon e Clidastes, che ora sono tutti visti come mosasaurini più basali.
Una definizione suggerita più recentemente è una definizione basata sui rami che diagnostica i Mosasaurini come "il clade più inclusivo contenente Mosasaurus hoffmannii ma non Globidens dakotensis.